# آندره فیرنس
آندره فیرنس (فرانسوی: André Fierens‎; ۸ فوریهٔ ۱۸۹۸ – ۱۲ ژانویهٔ ۱۹۷۱) بازیکن فوتبال اهل بلژیک بود.
وی به‌همراه تیم ملی فوتبال بلژیک به مقام قهرمانی بازی‌های المپیک تابستانی ۱۹۲۰ دست پیدا کرده‌است. 